# La mujer del puerto (film 1949)
La mujer del puerto è un film del 1949 diretto da Emilio Gómez Muriel. Ḕ il secondo adattamento per il cinema del racconto Il porto di Guy de Maupassant; nel 1934, il regista Arcady Boytler ne aveva firmato la prima versione che aveva come protagonista Andrea Palma.

## Produzione
Il film fu prodotto da Óscar J. Brooks.

## Distribuzione
In Messico, il film fu distribuito il 7 novembre 1949. In Brazile, prese il titolo A Mulher do Cais, mentre, internazionalmente, è conosciuto con quello  inglese di The Woman of the Port.